# Herbert Smith
Herbert Smith (Witney, 22 novembre 1877 – Witney, 6 gennaio 1951) è stato un calciatore inglese, di ruolo difensore.

## Carriera

### Club
Giocò nello Stoke City, Derby County e nel Reading.

### Nazionale
Ha partecipato al 4º Torneo olimpico di calcio, nel quale ha vinto una medaglia d'oro.

## Palmarès

### Nazionale
- Oro olimpico: 1

Londra 1908